# Charlotte Cooper
Charlotte Reinagle Cooper Sterry, angleška tenisačica, * 22. september 1870, Ealing, Middlesex, Anglija, Združeno kraljestvo, † 10. oktober 1966, Helensburgh, Škotska, Združeno kraljestvo.
Charlotte Cooper je kot članica Ealing Lawn Tennis Club petkrat osvojila Prvenstvo Anglije, še šestkrat pa je zaigrala v finalu. Turnir je osvojila v letih 1895, ko je v finalu premagala Helen Jackson Atkins, 1896, ko je v finalu premagala Alice Simpson Pickering, 1899, ko je v finalu premagala Louiso Martin, 1901, ko je v finalu premagala Blanche Bingley Hillyard in 1908, ko je v finalu premagala Agnes Morton. V finalih jo je trikrat premagala Blanche Bingley Hillyard, po enkrat pa Muriel Robb, Dorothea Douglass Lambert Chambers in Ethel Thomson Larcombe. Nastopila je na Poletnih olimpijskih igrah 1900 v Parizu, kjer je postala dvakratna olimpijska prvakinja v konkurenci posameznic in mešanih dvojic z Reggiejem Dohertyjem.

## Finali Grand Slamov posamično (11)

### Zmage (5)
| Leto | Turnir                | Nasprotnica v finalu     | Rezultat finala |
| 1895 | Prvenstvo Anglije (1) | Helen Jackson Atkins     | 7–5, 8–6        |
| 1896 | Prvenstvo Anglije (2) | Alice Simpson Pickering  | 6–2, 6–3        |
| 1898 | Prvenstvo Anglije (3) | Louisa Martin            | 6–4, 6–4        |
| 1901 | Prvenstvo Anglije (4) | Blanche Bingley Hillyard | 6–2, 6–2        |
| 1908 | Prvenstvo Anglije (5) | Agnes Morton             | 6–4, 6–4        |

### Porazi (6)
| Leto | Turnir            | Nasprotnica v finalu               | Rezultat finala |
| 1897 | Prvenstvo Anglije | Blanche Bingley Hillyard           | 5–7, 7–5, 6–2   |
| 1899 | Prvenstvo Anglije | Blanche Bingley Hillyard           | 6–2, 6–3        |
| 1900 | Prvenstvo Anglije | Blanche Bingley Hillyard           | 4–6, 6–4, 6–4   |
| 1902 | Prvenstvo Anglije | Muriel Robb                        | 7–5, 6–1        |
| 1904 | Prvenstvo Anglije | Dorothea Douglass Lambert Chambers | 6–0, 6–3        |
| 1912 | Prvenstvo Anglije | Ethel Thomson Larcombe             | 6–3, 6-1        |